# Eduardo Guerrero
Eduardo Guerrero (født 4. marts 1928 i Salto i provinsen Buenos Aires, død 17. august 2015) var en argentinsk roer, som blev olympisk mester under Sommer-OL 1952 i Helsinki. Sammen med Tranquilo Capozzo vandt han dobbeltsculler foran de sovjetiske roere Georgij Zjilin og Igor Jemtsjuk. 

## OL-medaljer
- 1952  Finland Helsinki -  Guld i roning, dobbeltsculler